# 2010-es labdarúgó-világbajnokság-selejtező (UEFA – 8. csoport)
A 2010-es labdarúgó-világbajnokság európai 8. selejtezőcsoportjának mérkőzéseit, és a csoport végeredményét tartalmazó lapja. A csoport sorsolását 2007. november 25-én tartották a dél-afrikai Durbanban. A csoportban körmérkőzéses, oda-visszavágós rendszerben játszottak egymással a labdarúgó-válogatottak. A csoportelső automatikus résztvevője lett a 2010-es labdarúgó-világbajnokságnak, a csoport második helyezett csapata csak úgy játszhatott pótselejtezőt, ha a másik nyolc csoportban legalább egy válogatottnál jobb lett a csoport első öt helyezettje elleni összeredménye.
A csoportban a világbajnoki-címvédő Olaszország mellett Bulgária, Írország, Ciprus, Grúzia és Montenegró szerepelt.
A csoport mérkőzéseinek időpontjairól 2008. január 15-én egyeztettek az érintett labdarúgó-válogatottak képviselői Szófiában, Bulgáriában.

## Tabella
| Hely. | Csapat      | M  | Gy | D | V | G+ | G– | Gk  | P  | Továbbjutás                         |     | Olaszország | Írország | Bulgária | Ciprusi Köztársaság | Montenegró | Grúzia |
| ----- | ----------- | -- | -- | - | - | -- | -- | --- | -- | ----------------------------------- | --- | ----------- | -------- | -------- | ------------------- | ---------- | ------ |
| 1.    | Olaszország | 10 | 7  | 3 | 0 | 18 | 7  | +11 | 24 | Kijutott a 2010-es világbajnokságra |     | —           | 1–1      | 2–0      | 3–2                 | 2–1        | 2–0    |
| 2.    | Írország    | 10 | 4  | 6 | 0 | 12 | 8  | +4  | 18 | Továbbjutott a második fordulóba    |     | 2–2         | —        | 1–1      | 1–0                 | 0–0        | 2–1    |
| 3.    | Bulgária    | 10 | 3  | 5 | 2 | 17 | 13 | +4  | 14 |                                     |     | 0–0         | 1–1      | —        | 2–0                 | 4–1        | 6–2    |
| 4.    | Ciprus      | 10 | 2  | 3 | 5 | 14 | 16 | −2  | 9  |                                     | 1–2 | 1–2         | 4–1      | —        | 2–2                 | 2–1        |        |
| 5.    | Montenegró  | 10 | 1  | 6 | 3 | 9  | 14 | −5  | 9  |                                     | 0–2 | 0–0         | 2–2      | 1–1      | —                   | 2–1        |        |
| 6.    | Grúzia      | 10 | 0  | 3 | 7 | 7  | 19 | −12 | 3  |                                     | 0–2 | 1–2         | 0–0      | 1–1      | 0–0                 | —          |        |

## Mérkőzések
| 2008. szeptember 6. 18:00 (UTC+2) |

| Grúzia      | 1–2               | Írország             |
| ----------- | ----------------- | -------------------- |
| Kenia 90+2' | (0–1) Jegyzőkönyv | Doyle 13' Whelan 70' |

| Bruchweg Stadion, Mainz (Németország) Nézőszám: 4 500 Játékvezető: Szabó (magyar) |

| 2008. szeptember 6. 20:00 (UTC+2) |

| Montenegró                         | 2–2               | Bulgária                                   |
| ---------------------------------- | ----------------- | ------------------------------------------ |
| Vučinić 61' Jovetić 82' (11-esből) | (0–1) Jegyzőkönyv | Petrov 11' Georgiev 90+2' Angelov 61′, 81′ |

| Podgorica Városi Stadion, Podgorica Nézőszám: 9 000 Játékvezető: Oriehov (ukrán) |

| 2008. szeptember 6. 21:45 (UTC+3) |

| Ciprus         | 1–2               | Olaszország        |
| -------------- | ----------------- | ------------------ |
| Alonéftisz 28' | (1–1) Jegyzőkönyv | Di Natale 8' 90+2' |

| Antónisz Papadópulosz Stadion, Lárnaka Nézőszám: 6 000 Játékvezető: Vink (holland) |

| 2008. szeptember 10. 19:00 (UTC+2) |

| Montenegró | 0–0         | Írország |
| ---------- | ----------- | -------- |
|            | Jegyzőkönyv |          |

| Podgorica Városi Stadion, Podgorica Nézőszám: 12 000 Játékvezető: Kaldma (észt) |

| 2008. szeptember 10. 20:50 (UTC+2) |

| Olaszország      | 2–0               | Grúzia |
| ---------------- | ----------------- | ------ |
| De Rossi 17' 89' | (1–0) Jegyzőkönyv |        |

| Friuli Stadion, Udine Nézőszám: 27 164 Játékvezető: Einwaller (osztrák) |

| 2008. október 11. 20:30 (UTC+4) |

| Grúzia         | 1–1               | Ciprus           |
| -------------- | ----------------- | ---------------- |
| Kobiasvili 73' | (0–0) Jegyzőkönyv | Konsztantínu 67' |

| Borisz Paicsadze Stadion, Tbiliszi Nézőszám: 40 000 Játékvezető: Matějek (cseh) |

| 2008. október 11. 21:15 (UTC+3) |

| Bulgária | 0–0         | Olaszország |
| -------- | ----------- | ----------- |
|          | Jegyzőkönyv |             |

| Vaszil Levszki Nemzeti Stadion, Szófia Nézőszám: 35 000 Játékvezető: Lannoy (francia) |

| 2008. október 15. 20:30 (UTC+4) |

| Grúzia | 0–0         | Bulgária |
| ------ | ----------- | -------- |
|        | Jegyzőkönyv |          |

| Borisz Paicsadze Stadion, Tbiliszi Nézőszám: 35 250 Játékvezető: Kuipers (holland) |

| 2008. október 15. 19:45 (UTC+1) |

| Írország | 1–0               | Ciprus |
| -------- | ----------------- | ------ |
| Keane 5' | (1–0) Jegyzőkönyv |        |

| Croke Park, Dublin Nézőszám: 55 833 Játékvezető: Tudor (román) |

| 2008. október 15. 20:50 (UTC+2) |

| Olaszország     | 2–1               | Montenegró  |
| --------------- | ----------------- | ----------- |
| Aquilani 8' 29' | (2–1) Jegyzőkönyv | Vučinić 19' |

| Via del Mare Stadion, Lecce Nézőszám: 20 162 Játékvezető: Proença (portugál) |

| 2009. február 11. 19:45 (UTC+0) |

| Írország                 | 2–1               | Grúzia     |
| ------------------------ | ----------------- | ---------- |
| Keane 73' (11-esből) 78' | (0–1) Jegyzőkönyv | Iasvili 1' |

| Croke Park, Dublin Nézőszám: 45 000 Játékvezető: Hyytiä (finn) |

| 2009. március 28. 20:00 (UTC+2) |

| Ciprus                         | 2–1               | Grúzia                     |
| ------------------------------ | ----------------- | -------------------------- |
| Konsztantínu 33' Krisztófi 56' | (1–0) Jegyzőkönyv | Kobiashvili 71' (11-esből) |

| Antónisz Papadópulosz Stadion, Lárnaka Nézőszám: 1 500 Játékvezető: Fautrel (francia) |

| 2009. március 28. 20:45 (UTC+1) |

| Montenegró | 0–2               | Olaszország                      |
| ---------- | ----------------- | -------------------------------- |
|            | (0–1) Jegyzőkönyv | Pirlo 11' (11-esből) Pazzini 75' |

| Podgorica Városi Stadion, Podgorica Nézőszám: 10 500 Játékvezető: Atkinson (angol) |

| 2009. március 28. 19:45 (UTC+0) |

| Írország | 1–1               | Bulgária            |
| -------- | ----------------- | ------------------- |
| Dunne 1' | (1–0) Jegyzőkönyv | Kilbane 74' (öngól) |

| Croke Park, Dublin Nézőszám: 60 002 Játékvezető: Bebek (horvát) |

| 2009. április 1. 18:00 (UTC+3) |

| Bulgária               | 2–0               | Ciprus |
| ---------------------- | ----------------- | ------ |
| Popov 8' Makriev 90+4' | (1–0) Jegyzőkönyv |        |

| Vaszil Levszki Nemzeti Stadion, Szófia Nézőszám: 16 916 Játékvezető: Ingvarsson (svéd) |

| 2009. április 1. 21:00 (UTC+4) |

| Grúzia | 0–0         | Montenegró |
| ------ | ----------- | ---------- |
|        | Jegyzőkönyv |            |

| Borisz Paicsadze Stadion, Tbiliszi Nézőszám: 16 000 Játékvezető: Malcolm (északír) |

| 2009. április 1. 20:50 (UTC+2) |

| Olaszország             | 1–1               | Írország  |
| ----------------------- | ----------------- | --------- |
| Pazzini 3′ Iaquinta 10' | (1–0) Jegyzőkönyv | Keane 88' |

| San Nicola Stadion, Bari Nézőszám: 48 000 Játékvezető: Stark (német) |

| 2009. június 6. 20:30 (UTC+3) |

| Bulgária       | 1–1               | Írország  |
| -------------- | ----------------- | --------- |
| Telkijszki 29' | (1–1) Jegyzőkönyv | Dunne 24' |

| Vaszil Levszki Nemzeti Stadion, Szófia Nézőszám: 38 000 Játékvezető: Larsen (dán) |

| 2009. június 6. 20:30 (UTC+3) |

| Ciprus                                 | 2–2               | Montenegró         |
| -------------------------------------- | ----------------- | ------------------ |
| Konsztantínu 14' Mihaíl 45' (11-esből) | (2–0) Jegyzőkönyv | Damjanović 65' 77' |

| Antónisz Papadópulosz Stadion, Lárnaka Nézőszám: 3 000 Játékvezető: Velasco Carballo (spanyol) |

| 2009. szeptember 5. 20:30 (UTC+3) |

| Bulgária                                                      | 4–1               | Montenegró |
| ------------------------------------------------------------- | ----------------- | ---------- |
| Kisisev 45+1' Telkijszki 49' Berbatov 83' Domovcsijszki 90+1' | (1–0) Jegyzőkönyv | Jovetić 9' |

| Vaszil Levszki Nemzeti Stadion, Szófia Nézőszám: 7 543 Játékvezető: Asumaa (finn) |

| 2009. szeptember 5. 21:30 (UTC+3) |

| Ciprus   | 1–2               | Írország           |
| -------- | ----------------- | ------------------ |
| Elia 30' | (1–1) Jegyzőkönyv | Doyle 5' Keane 83' |

| GSP Stadion, Nicosia Nézőszám: 5 191 Játékvezető: Einwaller (osztrák) |

| 2009. szeptember 5. 22:00 (UTC+4) |

| Grúzia | 0–2               | Olaszország                     |
| ------ | ----------------- | ------------------------------- |
|        | (0–2) Jegyzőkönyv | Kaladze 56' (öngól) 66' (öngól) |

| Borisz Paicsadze Stadion, Tbiliszi Nézőszám: 32 000 Játékvezető: Borski (lengyel) |

| 2009. szeptember 9. 20:15 (UTC+3) |

| Montenegró             | 1–1               | Ciprus     |
| ---------------------- | ----------------- | ---------- |
| Vučinić 56' (11-esből) | (0–0) Jegyzőkönyv | Okkasz 63' |

| Podgorica Városi Stadion, Podgorica Nézőszám: 4 000 Játékvezető: Bertolini (svájci) |

| 2009. szeptember 9. 20:50 (UTC+2) |

| Olaszország             | 2–0               | Bulgária |
| ----------------------- | ----------------- | -------- |
| Grosso 11' Iaquinta 40' | (2–0) Jegyzőkönyv |          |

| Stadio Olimpico, Torino Nézőszám: 26 122 Játékvezető: Meyer (német) |

| 2009. október 10. 20:00 (UTC+3) |

| Ciprus                                                | 4–1               | Bulgária     |
| ----------------------------------------------------- | ----------------- | ------------ |
| Haralambídisz 11' 20' Konsztantínu 58' Alonéftisz 78' | (2–1) Jegyzőkönyv | Berbatov 45' |

| Antónisz Papadópulosz Stadion, Lárnaka Nézőszám: 2 628 Játékvezető: Allaerts (belga) |

| 2009. október 10. 19:00 (UTC+2) |

| Montenegró              | 2–1               | Grúzia          |
| ----------------------- | ----------------- | --------------- |
| Batak 13' Delibasić 78' | (1–1) Jegyzőkönyv | Dvalishvili 45' |

| Podgorica Városi Stadion, Podgorica Nézőszám: 5 420 |

| 2009. október 10. 20:00 (UTC+1) |

| Írország                | 2–2               | Olaszország                  |
| ----------------------- | ----------------- | ---------------------------- |
| Whelan 8' St Ledger 87' | (1–1) Jegyzőkönyv | Camoranesi 26' Gilardino 90' |

| Játékvezető: Hauge (norvég) |

| 2009. október 14. 20:00 (UTC+2) |

| Olaszország             | 3–2               | Ciprus                   |
| ----------------------- | ----------------- | ------------------------ |
| Gilardino 78' 81' 90+2' | (0–1) Jegyzőkönyv | Makrídisz 12' Mihaíl 49' |

| Stadio Ennio Tardini, Parma Nézőszám: 15 009 Játékvezető: Yefet (izraeli) |

| 2009. október 14. 21:00 (UTC+3) |

| Bulgária                                       | 6–2               | Grúzia                                                        |
| ---------------------------------------------- | ----------------- | ------------------------------------------------------------- |
| Berbatov 6' 23' 38' Petrov 14' 44' Angelov 35' | (6–1) Jegyzőkönyv | Dvalishvili 36' Kobiashvili 51' (11-esből) Khmaladze 33′, 56′ |

| Vaszil Levszki Nemzeti Stadion, Szófia Nézőszám: 700 Játékvezető: Jakobsson (izlandi) |

| 2009. október 14. 19:00 (UTC+1) |

| Írország | 0–0         | Montenegró |
| -------- | ----------- | ---------- |
|          | Jegyzőkönyv |            |

| Croke Park, Dublin Nézőszám: 50 212 Játékvezető: Hriňák (szlovák) |

## Góllövőlista
Alapvető sorrend: gólok száma (csökkenő); játszott percek (növekvő); országnév; játékosnév.
| Helyezés | Játékos                 | Nemzet      | Gólok | Játszott percek | Percek / gól |
| -------- | ----------------------- | ----------- | ----- | --------------- | ------------ |
| 1.       | Dimitar Berbatov        | Bulgária    | 5     | 720'            | 144'         |
| 2.       | Robbie Keane            | Írország    | 5     | 884'            | 176' 48"     |
| 3.       | Alberto Gilardino       | Olaszország | 4     | 414'            | 103' 30"     |
| 4.       | Mihálisz Konsztantínu   | Ciprus      | 4     | 698'            | 174' 30"     |
| 5.       | Mirko Vučinić           | Montenegró  | 3     | 466'            | 155' 20"     |
| 6.       | Levan Kobiasvili        | Grúzia      | 3     | 810'            | 270'         |
| 7.       | Alberto Aquilani        | Olaszország | 2     | 155'            | 77' 30"      |
| 8.       | Dejan Damjanović        | Montenegró  | 2     | 239'            | 119' 30"     |
| 9.       | Vladimir Dvalishvili    | Grúzia      | 2     | 270'            | 135'         |
| 10.      | Dimitar Telkijszki      | Bulgária    | 2     | 278'            | 139'         |
| 11.      | Antonio Di Natale       | Olaszország | 2     | 418'            | 209'         |
| 12.      | Vincenzo Iaquinta       | Olaszország | 2     | 431'            | 215' 30"     |
| 13.      | Kósztasz Haralambídisz  | Ciprus      | 2     | 462'            | 231'         |
| 14.      | Martin Petrov           | Bulgária    | 2     | 492'            | 246'         |
| 15.      | Kevin Doyle             | Írország    | 2     | 640'            | 320'         |
| 16.      | Hríszisz Mihaíl         | Ciprus      | 2     | 706'            | 353'         |
| 17.      | Stevan Jovetić          | Montenegró  | 2     | 720'            | 360'         |
| 18.      | Efsztáthiosz Alonéftisz | Ciprus      | 2     | 722'            | 361'         |
| 19.      | Daniele De Rossi        | Olaszország | 2     | 744'            | 372'         |
| 20.      | Glenn Whelan            | Írország    | 2     | 790'            | 395'         |
| 21.      | Richard Dunne           | Írország    | 2     | 900'            | 450'         |
| 22.      | Gianpaolo Pazzini       | Olaszország | 1     | 34'             | 34'          |
| 23.      | Valerij Domovcsijszki   | Bulgária    | 1     | 52'             | 52'          |
| 24.      | Dimitar Ivanov Makriev  | Bulgária    | 1     | 56'             | 56'          |
| 25.      | Andrija Delibasić       | Montenegró  | 1     | 98'             | 98'          |
| 26.      | Ivelin Popov            | Bulgária    | 1     | 221'            | 221'         |
| 27.      | Demétrisz Krisztófi     | Ciprus      | 1     | 266'            | 266'         |
| 28.      | Sean St Ledger          | Írország    | 1     | 360'            | 360'         |
| 29.      | Fabio Grosso            | Olaszország | 1     | 364'            | 364'         |
| 30.      | Levan Kenia             | Grúzia      | 1     | 423'            | 423'         |
| 31.      | Radosztin Kisisev       | Bulgária    | 1     | 426'            | 426'         |
| 32.      | Mauro Camoranesi        | Olaszország | 1     | 475'            | 475'         |
| 33.      | Andrea Pirlo            | Olaszország | 1     | 533'            | 533'         |
| 34.      | Jannisz Okkasz          | Ciprus      | 1     | 607'            | 607'         |
| 35.      | Blagoj Georgiev         | Bulgária    | 1     | 617'            | 617'         |
| 36.      | Konstantinos Makridis   | Ciprus      | 1     | 630'            | 630'         |
| 37.      | Radoszlav Batak         | Montenegró  | 1     | 661'            | 661'         |
| 38.      | Marios Ilia             | Ciprus      | 1     | 698'            | 698'         |
| 39.      | Sztanyiszlav Angelov    | Bulgária    | 1     | 733'            | 733'         |
| 40.      | Alekszander Iasvili     | Grúzia      | 1     | 778'            | 778'         |
| 41.      | Sztilijan Petrov        | Bulgária    | 1     | 788'            | 788'         |

Öngólok
Alapvető sorrend: gólok száma (csökkenő); országnév; játékosnév.
| Játékos       | Nemzet   | Gólok | Ellenfél    |
| ------------- | -------- | ----- | ----------- |
| Kaha Kaladze  | Grúzia   | 2     | Olaszország |
| Kevin Kilbane | Írország | 1     | Bulgária    |

## Lapok
Alapvető sorrend: kiállítások száma (csökkenő); második sárga lap miatti kiállítások száma (csökkenő); sárga lapok száma (csökkenő); országnév; játékosnév.
| Játékos                 | Nemzet      | kiállítva | sárga lap · 2. sárga lap · kiállítva | Sárga lap | Összesen |
| ----------------------- | ----------- | --------- | ------------------------------------ | --------- | -------- |
| Gianpaolo Pazzini       | Olaszország | 1         |                                      |           | 1        |
| Levan Khmaladze         | Grúzia      |           | 1                                    | 1         | 2        |
| Sztanyiszlav Angelov    | Bulgária    |           | 1                                    |           | 1        |
| Milorad Peković         | Montenegró  |           |                                      | 7         | 7        |
| Zurab Hizanisvili       | Grúzia      |           |                                      | 4         | 4        |
| Stevan Jovetić          | Montenegró  |           |                                      | 4         | 4        |
| Savo Pavicević          | Montenegró  |           |                                      | 4         | 4        |
| Kósztasz Haralambídisz  | Ciprus      |           |                                      | 3         | 3        |
| Marios Ilia             | Ciprus      |           |                                      | 3         | 3        |
| Mihálisz Konsztantínu   | Ciprus      |           |                                      | 3         | 3        |
| Ucha Lobjanidze         | Grúzia      |           |                                      | 3         | 3        |
| Daniele De Rossi        | Olaszország |           |                                      | 3         | 3        |
| Sztanyiszlav Manolev    | Bulgária    |           |                                      | 2         | 2        |
| Zsivko Milanov          | Bulgária    |           |                                      | 2         | 2        |
| Sztilian Petrov         | Bulgária    |           |                                      | 2         | 2        |
| Dimitar Telkijszki      | Bulgária    |           |                                      | 2         | 2        |
| Elias Karalambóusz      | Ciprus      |           |                                      | 2         | 2        |
| Andreas Konsztantínu    | Ciprus      |           |                                      | 2         | 2        |
| Konstantinos Makrídisz  | Ciprus      |           |                                      | 2         | 2        |
| Jannisz Okkasz          | Ciprus      |           |                                      | 2         | 2        |
| Marinos Szatsziasz      | Ciprus      |           |                                      | 2         | 2        |
| Rati Aleksidze          | Grúzia      |           |                                      | 2         | 2        |
| Alexander Iashvili      | Grúzia      |           |                                      | 2         | 2        |
| Levan Kenia             | Grúzia      |           |                                      | 2         | 2        |
| Levan Kobiashvili       | Grúzia      |           |                                      | 2         | 2        |
| Giorgi Shashiashvili    | Grúzia      |           |                                      | 2         | 2        |
| Glenn Whelan            | Írország    |           |                                      | 2         | 2        |
| Vladimir Bozović        | Montenegró  |           |                                      | 2         | 2        |
| Miodrag Dzudović        | Montenegró  |           |                                      | 2         | 2        |
| Milan Jovanović         | Montenegró  |           |                                      | 2         | 2        |
| Mirko Vučinić           | Montenegró  |           |                                      | 2         | 2        |
| Elsad Zverotić          | Montenegró  |           |                                      | 2         | 2        |
| Fabio Cannavaro         | Olaszország |           |                                      | 2         | 2        |
| Gennaro Gattuso         | Olaszország |           |                                      | 2         | 2        |
| Luca Toni               | Olaszország |           |                                      | 2         | 2        |
| Ivan Bandalovszki       | Bulgária    |           |                                      | 1         | 1        |
| Velizar Dimitrov        | Bulgária    |           |                                      | 1         | 1        |
| Blagoj Georgijev        | Bulgária    |           |                                      | 1         | 1        |
| Koszta Janev            | Bulgária    |           |                                      | 1         | 1        |
| Csavdar Jankov          | Bulgária    |           |                                      | 1         | 1        |
| Radosztin Kisisev       | Bulgária    |           |                                      | 1         | 1        |
| Kiril Kotev             | Bulgária    |           |                                      | 1         | 1        |
| Martin Petrov           | Bulgária    |           |                                      | 1         | 1        |
| Ilian Sztojanov         | Bulgária    |           |                                      | 1         | 1        |
| Alexandar Tuncsev       | Bulgária    |           |                                      | 1         | 1        |
| Jordan Todorov          | Bulgária    |           |                                      | 1         | 1        |
| Efsztáthiosz Alonéftisz | Ciprus      |           |                                      | 1         | 1        |
| Andreas Avraam          | Ciprus      |           |                                      | 1         | 1        |
| Alexandrosz Garpózisz   | Ciprus      |           |                                      | 1         | 1        |
| Paraszkevasz Krisztóu   | Ciprus      |           |                                      | 1         | 1        |
| Mariosz Nikolaou        | Ciprus      |           |                                      | 1         | 1        |
| Vladimir Dvalishvili    | Grúzia      |           |                                      | 1         | 1        |
| Beka Gotsiridze         | Grúzia      |           |                                      | 1         | 1        |
| Kaha Kaladze            | Grúzia      |           |                                      | 1         | 1        |
| Dato Kvirkvelia         | Grúzia      |           |                                      | 1         | 1        |
| Levan Mchedlidze        | Grúzia      |           |                                      | 1         | 1        |
| Zurab Mentesahshvili    | Grúzia      |           |                                      | 1         | 1        |
| Giorgi Merebashvili     | Grúzia      |           |                                      | 1         | 1        |
| Luka Razmadze           | Grúzia      |           |                                      | 1         | 1        |
| Lasha Salukvadze        | Grúzia      |           |                                      | 1         | 1        |
| Giorgi Lomaia           | Grúzia      |           |                                      | 1         | 1        |
| Keith Andrews           | Írország    |           |                                      | 1         | 1        |
| Leon Best               | Írország    |           |                                      | 1         | 1        |
| Caleb Folan             | Írország    |           |                                      | 1         | 1        |
| Shay Given              | Írország    |           |                                      | 1         | 1        |
| Aidan McGeady           | Írország    |           |                                      | 1         | 1        |
| Paul McShane            | Írország    |           |                                      | 1         | 1        |
| Martin Rowlands         | Írország    |           |                                      | 1         | 1        |
| Radoslav Batak          | Montenegró  |           |                                      | 1         | 1        |
| Dejan Damjanović        | Montenegró  |           |                                      | 1         | 1        |
| Andrija Delibasić       | Montenegró  |           |                                      | 1         | 1        |
| Nikola Drincić          | Montenegró  |           |                                      | 1         | 1        |
| Ivan Fatić              | Montenegró  |           |                                      | 1         | 1        |
| Mladen Kascelan         | Montenegró  |           |                                      | 1         | 1        |
| Mitar Novaković         | Montenegró  |           |                                      | 1         | 1        |
| Vukašin Poleksić        | Montenegró  |           |                                      | 1         | 1        |
| Jovan Tanasijević       | Montenegró  |           |                                      | 1         | 1        |
| Marco Amelia            | Olaszország |           |                                      | 1         | 1        |
| Alberto Aquilani        | Olaszország |           |                                      | 1         | 1        |
| Mauro Camoranesi        | Olaszország |           |                                      | 1         | 1        |
| Marco Cassetti          | Olaszország |           |                                      | 1         | 1        |
| Giorgio Chiellini       | Olaszország |           |                                      | 1         | 1        |
| Domenico Criscito       | Olaszország |           |                                      | 1         | 1        |
| Fabio Grosso            | Olaszország |           |                                      | 1         | 1        |
| Vincenzo Iaquinta       | Olaszország |           |                                      | 1         | 1        |
| Angelo Palombo          | Olaszország |           |                                      | 1         | 1        |
| Andrea Pirlo            | Olaszország |           |                                      | 1         | 1        |
| Összesen                | Összesen    | 1         | 2                                    | 133       | 136      |

## Nézőszámok
Az alábbi táblázat tartalmazza a csapatok otthoni mérkőzéseinek nézőszámait
Alapvető sorrend: átlagos nézőszám (csökkenő); országnév
| Csapat      | M | Összesen | Legalacsonyabb | Legmagasabb | Átlag  |
| ----------- | - | -------- | -------------- | ----------- | ------ |
| Írország    | 5 | 281 717  | 45 000         | 70 670      | 56 343 |
| Olaszország | 5 | 136 457  | 15 009         | 48 000      | 27 291 |
| Grúzia      | 5 | 127 750  | 4 500          | 40 000      | 25 550 |
| Bulgária    | 5 | 98 159   | 700            | 38 000      | 19 632 |
| Montenegró  | 5 | 40 920   | 4 000          | 12 000      | 8 184  |
| Ciprus      | 5 | 18 319   | 1 500          | 6 000       | 3 664  |